# 阿科馬 (內華達州)
阿科馬（英語：Acoma）是位於美國內華達州林肯縣的鬼鎮。

## 歷史
阿科馬的郵局於1905年設立，其後於1913年停運。

## 地理
阿科馬所處的海拔為高於海平面1685米（即5528英呎），而該地所採用的時區為UTC-8，即太平洋时区（PST）。同時該地設有夏令時間，為UTC-8調快一小時，即UTC-7（PDT）。